# Bandera de Baden-Wurtemberg

Bandera del Estado con las armas mayores de Baden-Wurtemberg; proporción 3:5; adoptada el 29 de septiembre de 1954.

Bandera del Estado con las armas menores de Baden-Wurtemberg; proporción 3:5; adoptada el 29 de septiembre de 1954.

La bandera de Baden-Wurtemberg tiene tres variantes. La bandera civil (Landesflagge) tiene un diseño, mientras que la bandera del Estado (Landesdienstflagge), tiene dos diseños. Todas tres banderas son una bicolor de negro sobre oro, mientras la bandera del Estado tiene una de las dos variantes del escudo de armas centrado en sobre la bandera.

## Historia
La bandera de Baden-Wurtemberg fue creada en 1952, tras la fusión de los anteriores Estados alemanes de Baden, Wurtemberg-Baden, y Wurtemberg-Hohenzollern, que estaban divididos debido a diferentes fuerzas de ocupación después de la II Guerra Mundial. Históricamente, el Estado de Baden del Sur utilizaba una bandera tricolor horizontal amarillo-rojo-amarillo. El Estado de Wurtemberg-Hohenzollern utilizaba una bicolor horizontal negra-roja. Los colores fueron elegidos negro y oro, y están definidos en la constitución del Estado de Baden-Wurtemberg, adoptada el 11 de noviembre de 1953.

## Banderas históricas
Palatinado Electoral

Bandera del Palatinado hasta 1776
Bandera de guerra desde 1604
Bandera del Palatinado-Baviera (1776-1789)

Baden

Estandarte de Baden entre 1077-1806
Estandarte desde 1806 hasta 1848
Pabellón civil (1848-1862)
Pabellón civil y posible bandera oficial (1862-1871)
1871-1891
Tricolor de amarillo y rojo (1891-1935, 1947-1952)

Wurtemberg

Ducado de Wurtemberg (1495-1803)
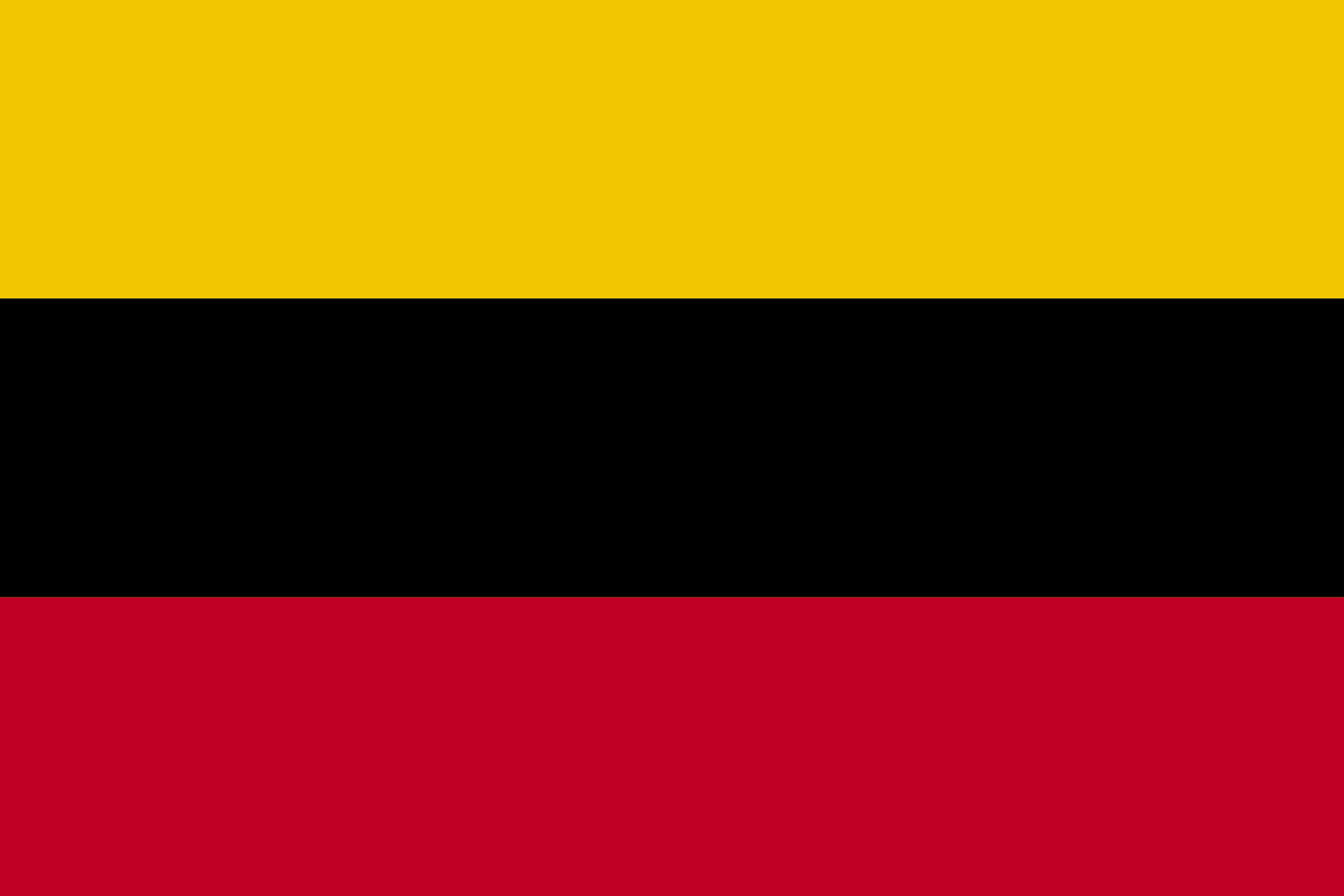
Electorado (1803-1806) y Reino de Wurtemberg (1806-1816)
Reino de Wurtemberg, Estado Libre Popular de Wurtemberg y Wurtemberg-Hohenzollern (1816-1952)

Otros estados

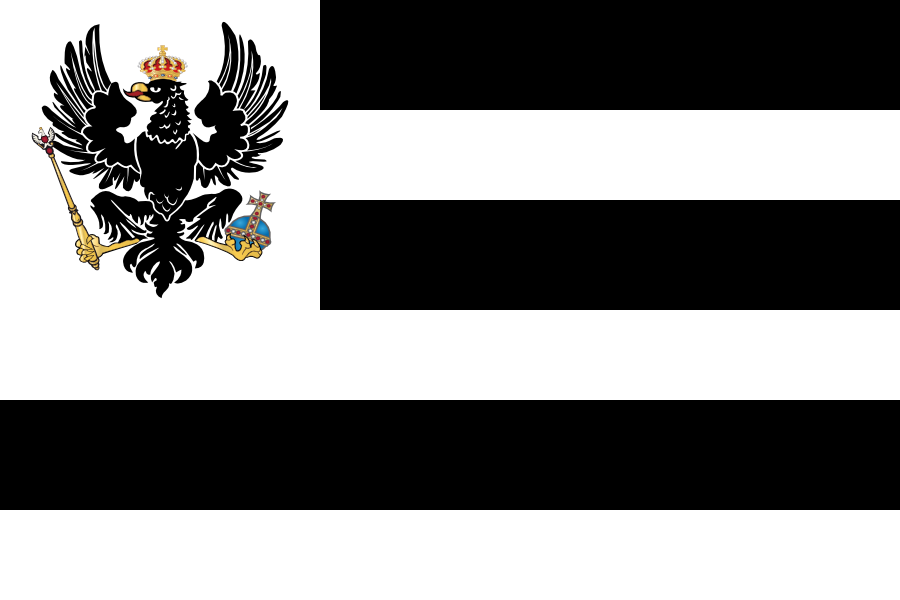
Hohenzollern-Hechingen, Haigerloch y Sigmaringen (1576-1850)
Provincia de Hohenzollern (1850-1946)
Principado de Leyen (1806-1813)